# Canhestros
Canhestros is een plaats (freguesia) in de Portugese gemeente Ferreira do Alentejo en telt 541 inwoners (2001).